# Tang Jiaxuan
Tang Jiaxuan (ur. 17 stycznia 1938) – chiński polityk i dyplomata, minister spraw zagranicznych ChRL w latach 1998-2003.
Pochodzi z Zhenjiang w prowincji Jiangsu. Ukończył anglistykę na szanghajskim Uniwersytecie Fudan. W 1973 roku wstąpił do KPCh. W trakcie rewolucji kulturalnej zesłany w latach 1969-1970 na reedukację w Szkole 7 Maja. W latach 1970–1978 pełnił funkcję wicedyrektora Chińskiego Ludowego Towarzystwa Przyjaźni z Zagranicą oraz członka zarządu Towarzystwa Przyjaźni Chińsko-Japońskiej.
W latach 1978–1983 był sekretarzem w Ambasadzie ChRL, w Japonii, następnie w latach 1983-1988 wicedyrektorem Departamentu Spraw Azjatyckich chińskiego MSZ. Od 1988 do 1991 był radcą-ministrem w Ambasadzie ChRL w Japonii, zaś od 1991 do 1993 roku - asystentem ministra spraw zagranicznych. W latach 1993–1998 wiceminister spraw zagranicznych ChRL, następnie 1998-2003 szef chińskiego MSZ.
Członek Komitetu Centralnego KPCh XV (1997-2002) i XVI (2002-2007) kadencji. W latach 2003–2008 członek Rady Państwa.